# Tatjana Sais

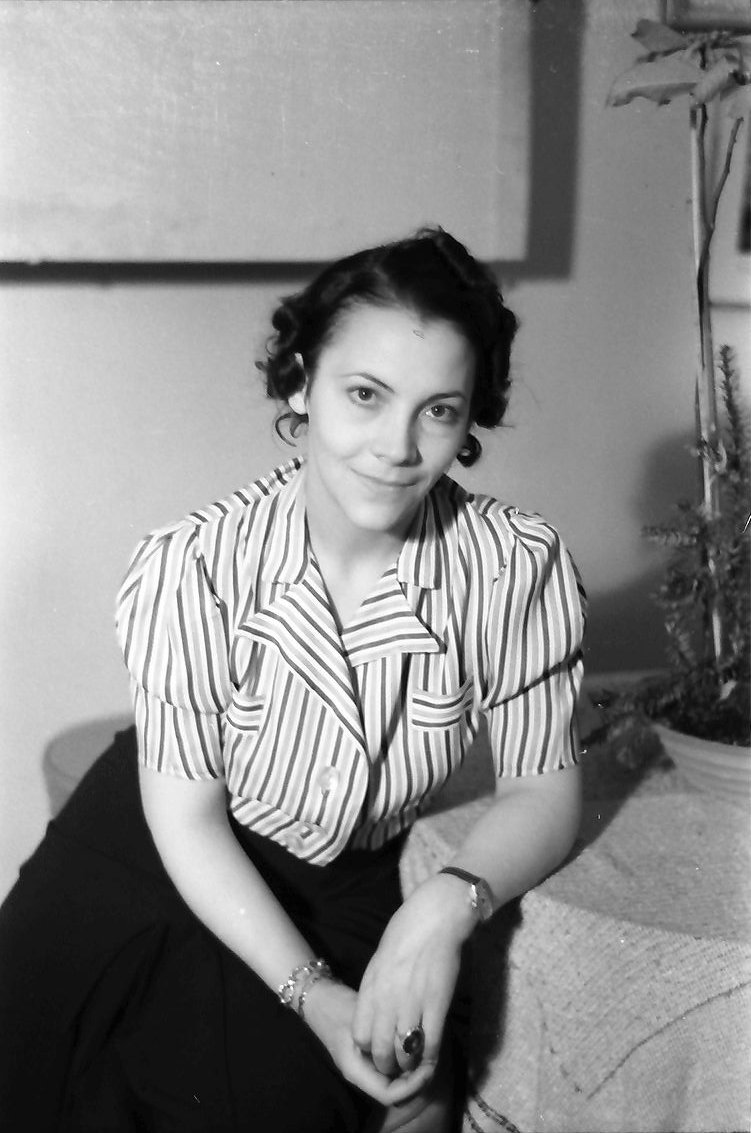
Tatjana Sais im Kabarett der Komiker, 1939

Tatjana Sais (* 28. Januar 1910 in Frankfurt am Main; † 26. Februar 1981 in Berlin), geborene Hofler, war eine deutsche Kabarettistin, Schauspielerin und Synchronsprecherin.

## Kindheit und Jugend
Tatjana Sais trat schon in Kinderjahren im Ballett der Frankfurter Oper auf. Nach dem Schulabschluss nahm sie zudem von 1928 bis 1930 Unterricht in Gesang und Schauspiel und erhielt 1930 am Neuen Theater in Frankfurt ihr erstes Bühnenengagement. Nach einem Umzug nach Berlin trat sie ab 1931 an diversen Berliner Theatern (u. a. Hebbel-Theater, Schillertheater) auf verschiedenen Kleinkunstbühnen auf.

## Kabarett

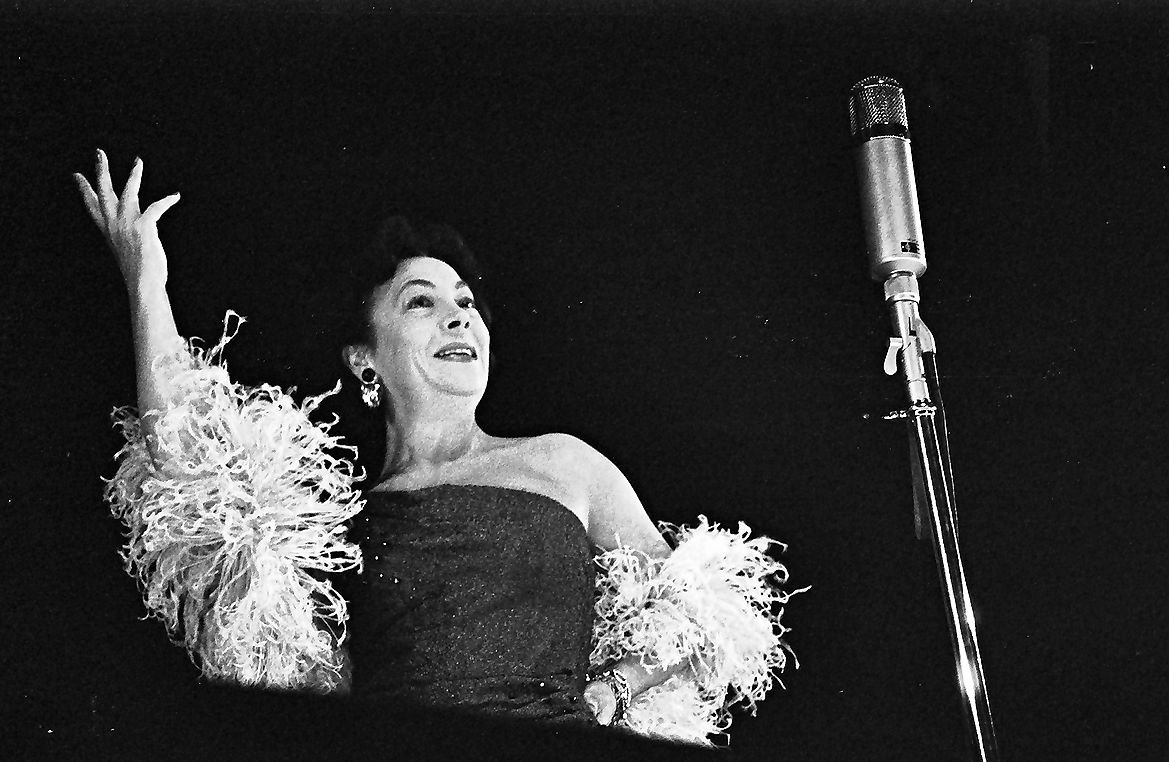
Tatjana Sais bei einem Gastspiel der Insulaner in Freiburg im Breisgau, 1959

Neben Werner Finck spielte sie ab 1932 im Programm des politisch-literarischen Kabaretts Die Katakombe. Dort lernte sie den Kabarettisten Günter Neumann kennen, den sie 1938 heiratete. Zusammen mit Neumann und Bruno Fritz gründete Tatjana Sais nach dem Verbot der Katakombe das Kabarett Tatzelwurm. Daneben trat sie mit zahlreichen kabarettistischen Programmen auf anderen Kleinkunstbühnen, u. a. dem Kabarett der Komiker, auf.
1948 gehörte sie zusammen mit ihrem Ehemann zu den Gründungsmitgliedern des Nachkriegskabaretts, der RIAS-Sendung Die Insulaner – eine auf den Texten und Melodien von Günter Neumann basierende kabarettistische Antwort West-Berlins auf die Blockade durch die Sowjets (die erste Insulaner-Sendung war Weihnachten 1948). Hans Rosenthal produzierte eine Insulaner-Sendung für das Fernsehen des Norddeutschen Rundfunks. Tatjana Sais wirkte bis zur Einstellung der Sendung 1964 bei den Insulanern mit.

## Film und Fernsehen
Ab 1936 übernahm Tatjana Sais regelmäßig Rollen in Film- und Fernsehproduktionen. Sie spielte u. a. in Willi Forsts Bel Ami (1939), in Robert A. Stemmles Berliner Ballade (für den ihr Günter Neumann das Drehbuch verfasst hatte), in Kurt Hoffmanns phantastischer Komödie Der Engel, der seine Harfe versetzte, in der Satire Wir Wunderkinder (nach Hugo Hartung), neben Lilo Pulver in Herrliche Zeiten im Spessart sowie den Curt-Goetz-Neuverfilmungen Hokuspokus oder: Wie lasse ich meinen Mann verschwinden…? und Dr. med. Hiob Prätorius (jeweils mit Heinz Rühmann in der Hauptrolle).
Unter anderem spielte sie auch eine Nebenrolle in dem antisemitischen Film Robert und Bertram (1939) als Tochter des jüdischen Bankiers Ipplmeyer und meinte im Presseheft der Tobis:
„Es ist ein heikles Gefühl, als Judenmädchen in das Bewußtsein des Publikums einzugehen. Mir wurde das an den entsetzten Blicken klar, mit denen uns die vielen Besucher während der Drehzeit musterten. Wir sahen wirklich aus wie die waschechte Mischpoke.“
Robert und Bertram ist der einzige antisemitische NS-Film, der sich als Komödie geriert.
Sie war außerdem Mitglied der Spielfilmjury der ersten Berlinale.

## Hörfunk und Synchronisation

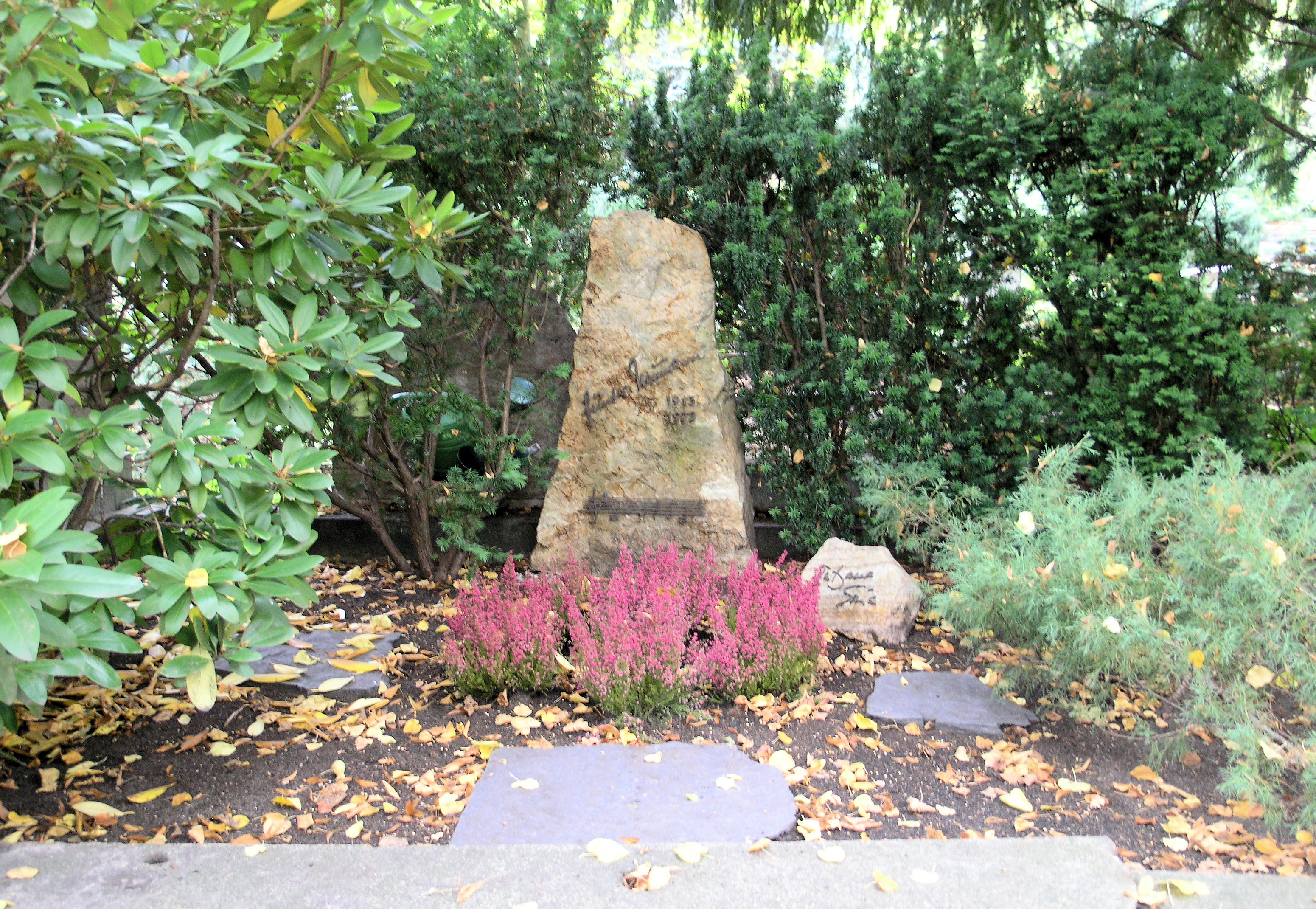
Grabstätte, Fürstenbrunner Weg 65–67, in Berlin-Westend

Darüber hinaus lieh Tatjana Sais seit den 1940er Jahren zahlreichen Hörspielproduktionen des NWDR (z. B. in der Titelrolle von William Shakespeares Antonius und Kleopatra) und des RIAS Berlin (z. B. in der Titelrolle in Fräulein Caroline von Heinz Coubier) sowie als Synchronsprecherin Schauspiel-Kolleginnen wie Miriam Hopkins (Die Erbin), Elsa Lanchester (Die Piratenbraut, Revolverlady) und Maureen O’Sullivan (Spiel mit dem Tode).
Außerdem nahm Tatjana Sais verschiedene Platten mit Chansons auf, darunter den von Günter Neumann komponierten Chansonzyklus „Die Dame von heute“.

## Privates
Nach der Scheidung von Günter Neumann heiratete Tatjana Sais den britischen Journalisten Sir Hugh Carleton Greene, Generaldirektor der BBC und Mitbegründer des NWDR, mit dem sie ihre letzten Lebensjahre in London verbrachte. Am 26. Februar 1981 starb Tatjana Sais im Alter von 71 Jahren in Berlin. Sie wurde in Berlin-Westend im Grab ihres ersten Mannes, Günter Neumann, auf dem Kirchhof III der Luisen-Gemeinde, Fürstenbrunner Weg 37–67, beigesetzt.

## Filmografie (Auswahl)
- 1937: Weiße Sklaven
- 1937: Gabriele eins, zwei, drei
- 1937: Streit um den Knaben Jo
- 1938: Mit versiegelter Order
- 1939: Bel Ami
- 1939: Robert und Bertram
- 1939: Salonwagen E 417
- 1945: Meine Herren Söhne
- 1948: Berliner Ballade
- 1954: Feuerwerk
- 1955: Ich war ein häßliches Mädchen
- 1958: Wir Wunderkinder
- 1959: Der Engel, der seine Harfe versetzte
- 1965: Dr. med. Hiob Prätorius
- 1966: Hokuspokus oder: Wie lasse ich meinen Mann verschwinden…?
- 1967: Herrliche Zeiten im Spessart

## Hörspiele (Auswahl)
- 1948: William Shakespeare: Antonius und Cleopatra (Cleopatra) – Regie: Fritz Wendhausen (NDR)
- 1951: Günter Neumann: Salto mortale. Ein Problemstück mit Gesang und Tanz (Felicitas Burmester) – Komposition: Günter Neumann, Regie: Ernst Schröder, Hans Rosenthal (Theatermitschnitt – RIAS Berlin)